# Bud (Norvège)
Bud est un village de pêcheurs de la municipalité de Hustadvika, dans le comté de Møre et Romsdal, à l'ouest de la Norvège. 
Le village est situé sur la péninsule de Romsdal (en norvégien : Romsdalshalvøya), le long de la route de l'Atlantique (en norvégien : Atlanterhavsveien), à l'ouest du village de Hustad, au nord du village de Tornes et à l'est des îles Bjørnsund. L'église de Bud est située dans le village.
Le village de 0,72 kilomètre carré (180 acres) a une population (2018) de 795 habitants et une densité de population de 1 104 habitants par kilomètre carré (km²).
Le village était le centre administratif de l'ancienne municipalité de Bud, qui a existé de 1838 à 1964, date à laquelle elle a été fusionnée avec la municipalité de Fræna. L'ancienne municipalité englobait la partie nord de l'actuelle municipalité de Fræna.

## Histoire

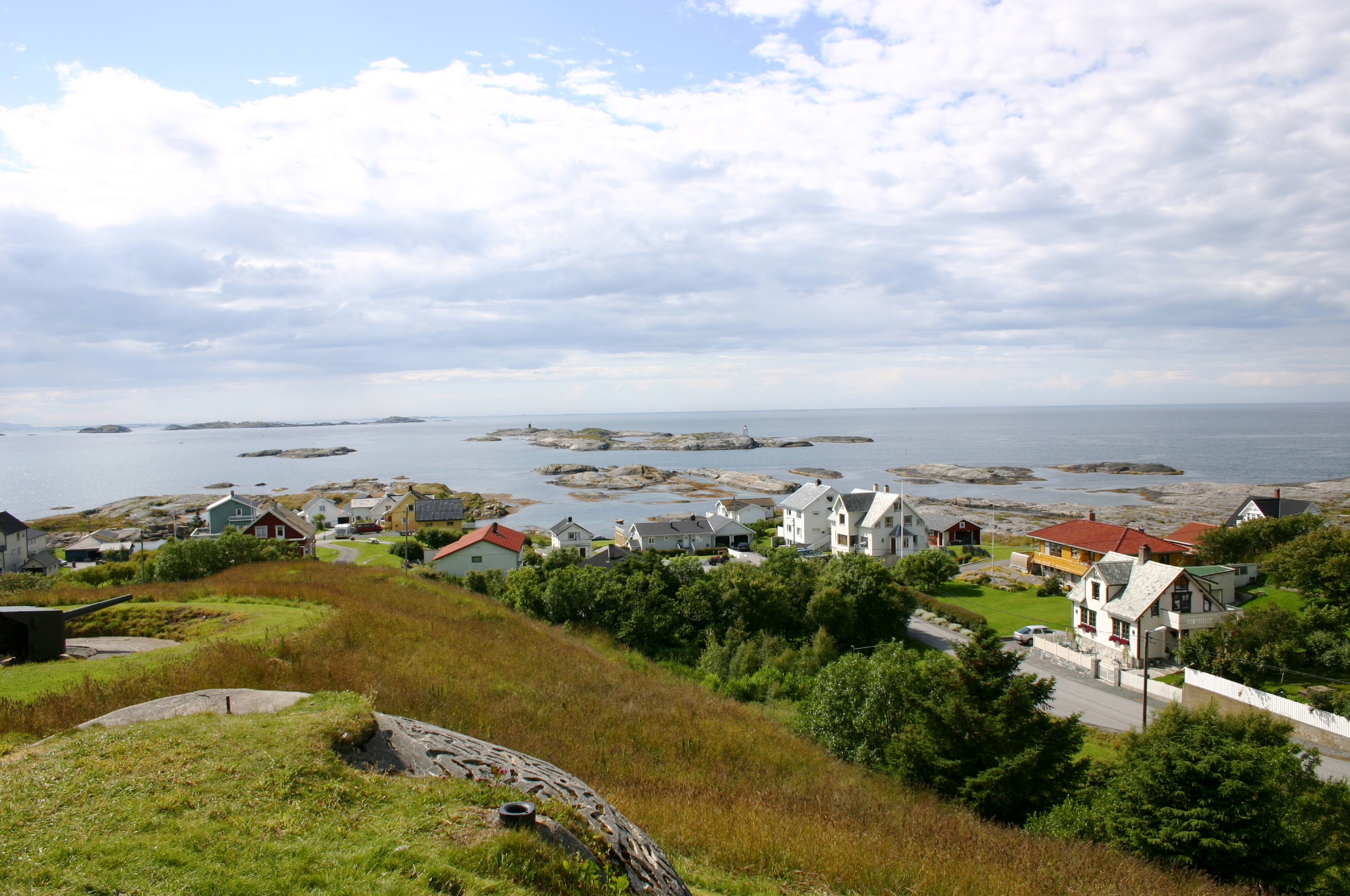
Vue du littoral à Bud

En raison d'un bon port naturel et de riches pêcheries, Bud s'est développé pour devenir le plus grand village entre les villes de Trondheim et Bergen sur la côte ouest de la Norvège pendant le Moyen Âge.
À la mort du roi Frederick I en 1533, c'est là que s'est tenu le dernier Conseil privé norvégien indépendant, organisé par Olav Engelbrektsson, archevêque de Nidaros. La réunion a débouché sur une tentative ratée de se séparer de l'union de Kalmar et du roi Christian III, et de revendiquer l'indépendance de la Norvège en rejetant la Réforme protestante. Ce conseil fut le dernier de ce type en Norvège pendant 270 ans.
En 1838, l'ensemble de la paroisse de Bud a été créé en tant que Municipalité de Bud. La taille de la municipalité a été réduite en 1918 lorsque la municipalité de Hustad a été créée.
Pendant la Deuxième Guerre mondiale, les Allemands ont lourdement fortifié Bud et la zone côtière voisine de Hustadvika en prévision d'une invasion des Alliés, dans le cadre du mur de l'Atlantique.
En 1964, la municipalité de Bud a été dissoute lorsqu'elle a été fusionnée avec la municipalité de Fræna.